# Indywidualny pakiet przeciwchemiczny

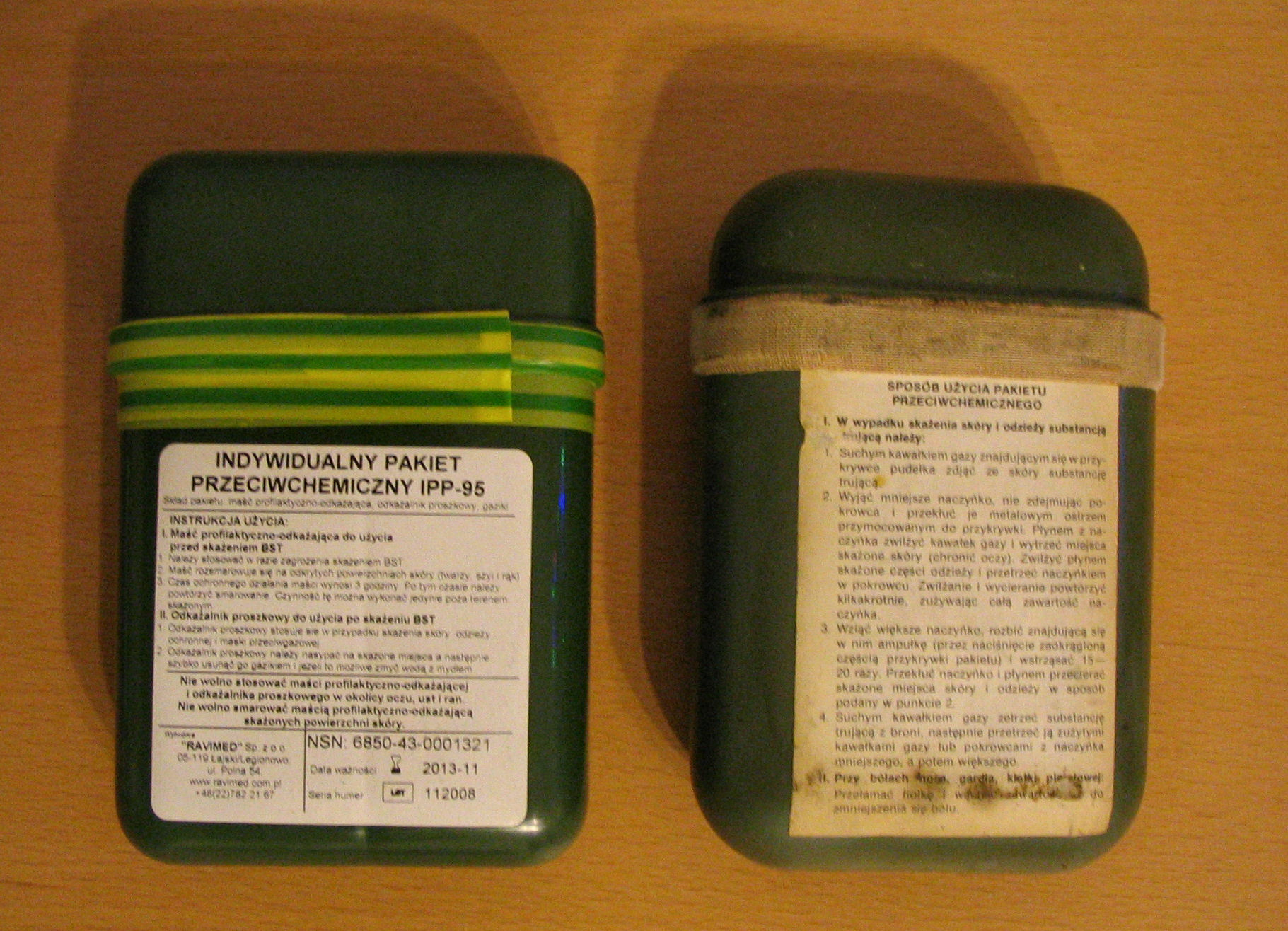
IPP-95M (po lewej), IPP-51M (po prawej)

Indywidualny pakiet przeciwchemiczny (IPP) – polski zestaw substancji stosowanych do dezaktywacji bojowych środków trujących. Służy do odkażania niewielkich powierzchni ciała (dłonie, ręce i szyja), broni osobistej, oporządzenia i umundurowania.
Składniki IPP umieszczone są w pudełku z tworzywa sztucznego koloru oliwkowego o wymiarach wynoszących około 13×9×4 cm. Masa pełnego pakietu to około 230 g.
Pakiet występuje w dwóch głównych wersjach: IPP-51M i IPP-95.

## IPP-51M

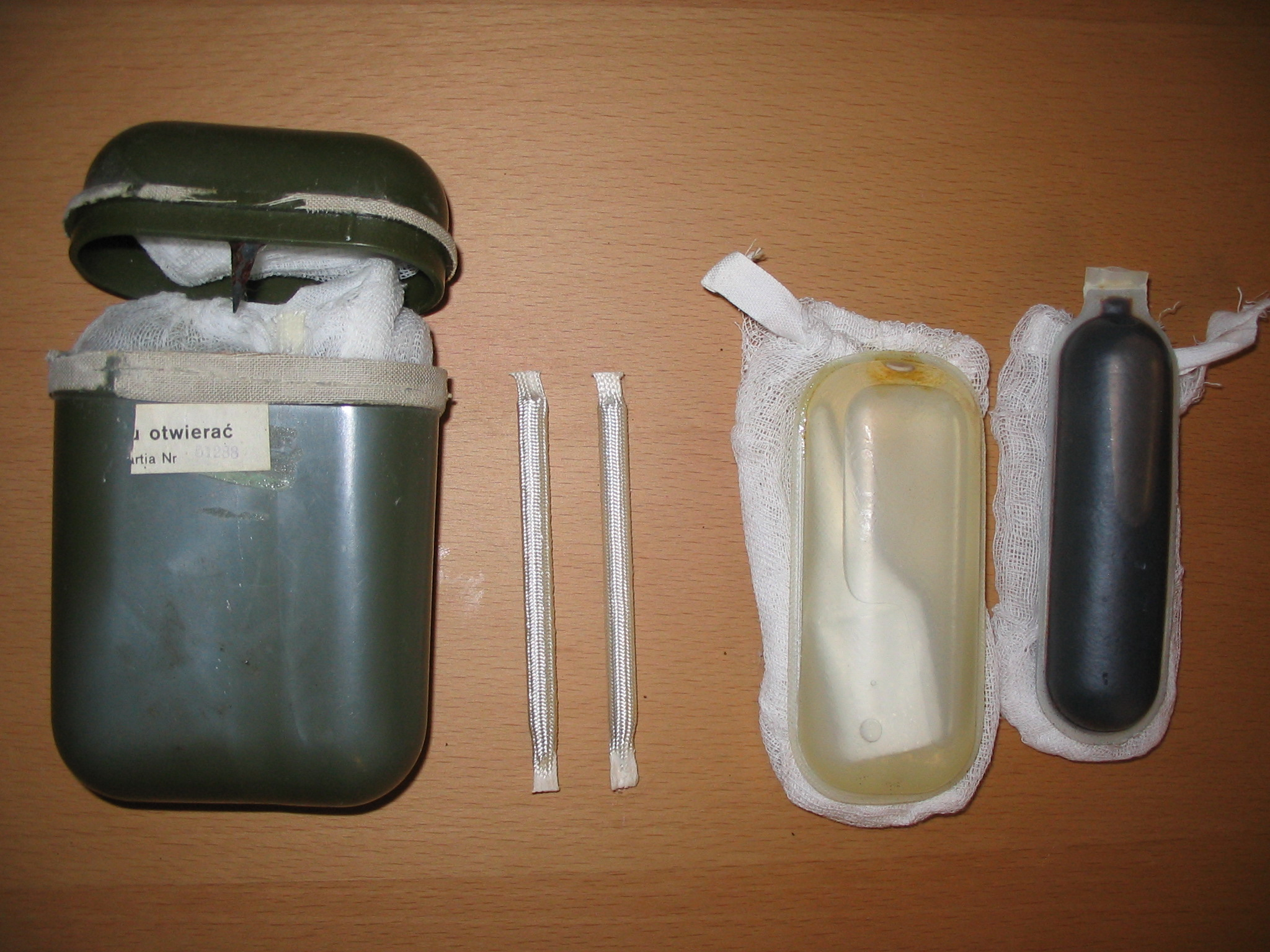
Zawartość pakietu IPP-51M

Podstawowymi elementami pakietu są dwa plastikowe pojemniki z roztworami odkażającymi:
- Naczynie o pojemności 40 cm³ z 15% roztworem krezolanu sodu w 96% alkoholu etylowym. Roztwór ten służy do neutralizacji związków fosforoorganicznych, na przykład sarinu, somanu, tabunu, poprzez zasadową hydrolizę.
- Duże naczynie o pojemności około 70 cm³ z 10% roztworem chlorku cynku i szklanym pojemnikiem z 15 g monochloraminy B (w wewnętrznej ampułce szklanej) w 82% etanolu. Przed użyciem należy rozpuścić monochloraminę B przez zgniecenie naczynia wewnątrz plastikowego pojemnika i dobrze wymieszać. Ten roztwór służy do dezaktywacji iperytu, luizytu i V-gazów np. VX lub VG.
- Dwie szklane ampułki z azotynem izoamylu o pojemności około 0,5 cm³ każda. W modyfikacji IPP-74 zamiast azotynu izoamylu zastosowano roztwór złożony z 40% etanolu, 40% eteru dietylowego, 19% chloroformu i 1% amoniaku. Roztwory te mają łagodzić duszności występujące przy działaniu duszących gazów bojowych np. fosgenu. Każda z tych ampułek jest umieszczona w ochronnym woreczku z wytrzymałej, gęsto tkanej tkaniny, który ma zatrzymać odłamki szkła podczas użycia odtrutki.

W skład pakietu wchodzą także cztery serwetki z gazy bawełnianej (gaziki) do usuwania ciekłych substancji trujących i przecierania odkażanych powierzchni.

## IPP-95
Podstawowymi elementami pakietu są:

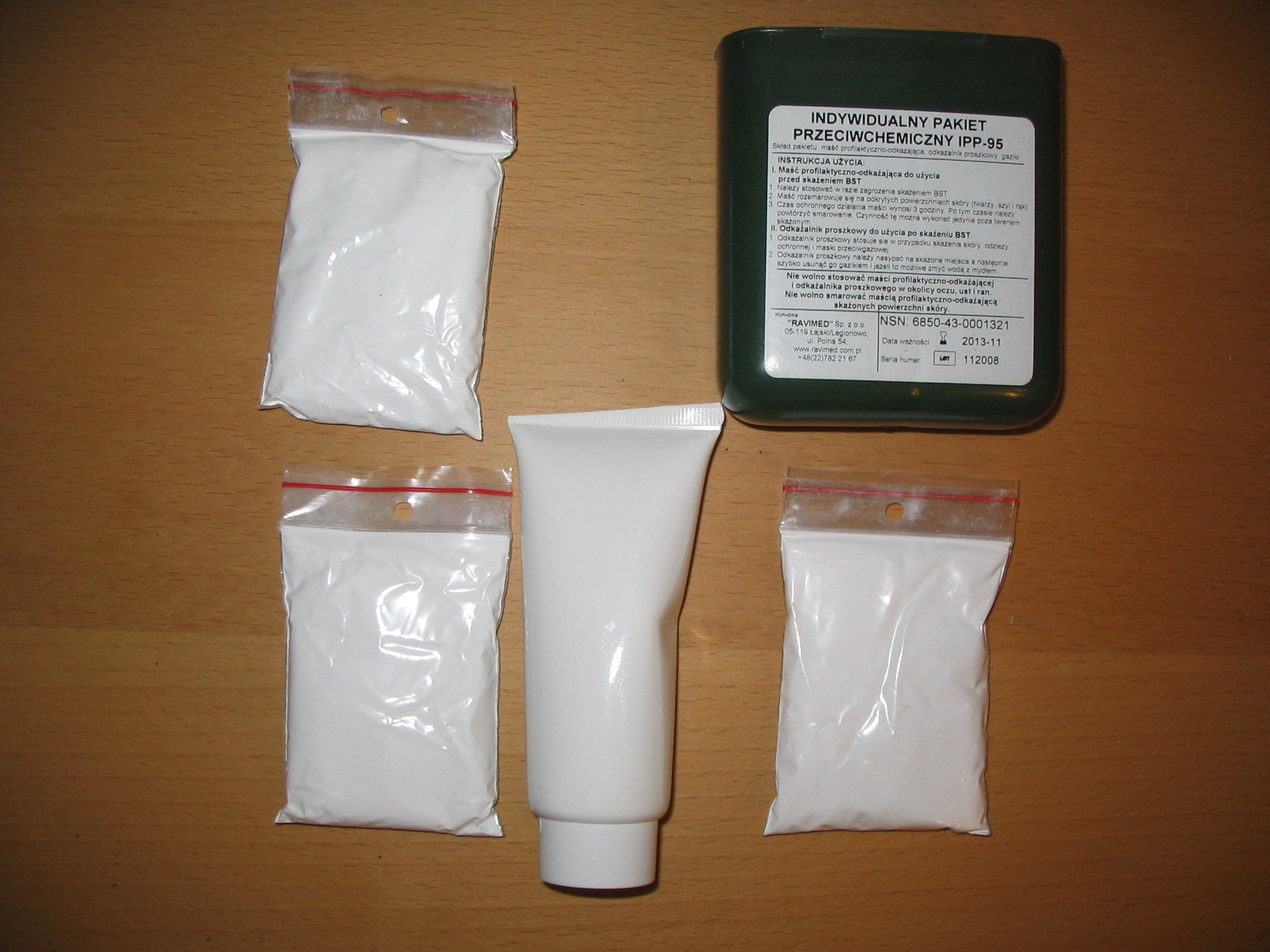
Zawartość pakietu IPP-95:
Widoczna dolna część opakowania, absorbent i maść

- 6 gazików z gazy bawełnianej, do wycierania substancji toksycznej ze skóry lub oporządzenia
- trzy woreczki zawierające około 25 g absorbentu krzemianowego (chemosorbentu zeolitowego). Każdy woreczek ma zamknięcie strunowe. Proszek ten służy do absorpcji substancji trujących ze skóry i wyposażenia żołnierza.
- tubka z 90 g maści ochronno-odkażającej.